# Olios nigrifrons
Olios nigrifrons là một loài nhện trong họ Sparassidae.
Loài này thuộc chi Olios. Olios nigrifrons được Eugène Simon miêu tả năm 1897.